# Mont Somma
 (juillet 2011).
Si vous disposez d'ouvrages ou d'articles de référence ou si vous connaissez des sites web de qualité traitant du thème abordé ici, merci de compléter l'article en donnant les références utiles à sa vérifiabilité et en les liant à la section « Notes et références ».
Le mont Somma est une montagne qui culmine à 1 131 mètres d'altitude près de Naples, en Campanie. Elle est partie intégrante du complexe volcanique Somma-Vésuve.

## Histoire
Il s'est effondré sur lui-même, formant une caldeira, au cours de plusieurs éruptions dont la dernière s'est probablement produite en -217. À partir de l'éruption de 79, qui détruisit Pompéi, Herculanum et Stabies, l'actuel Vésuve se construisit dans la caldeira.

## Morphologie
C'est une structure qui encercle le cône actuel du Vésuve au nord-ouest, et qui témoigne d'un édifice volcanique bien plus élevé que celui-ci. Ce type de structure est désigné aujourd'hui sous le nom de « volcan Summa ».